# Řád národního hrdiny (Gruzie)
Řád národního hrdiny (gruzínsky: ეროვნული გმირის ორდენი) je nejvyšší gruzínské vyznamenání. Společně s odznakem je udílen i titul Národní Hrdina. Založen byl v roce 1992 a udílen je za mimořádný a vyznamenání hodný čin hrdinství ve službě Gruzii.

## Historie
Celý systém gruzínských vyznamenání založený 24. prosince 1992 vychází ze sovětského vzoru, a tak i Řád národního hrdiny  vychází ze vzoru Hrdiny Sovětského svazu. Upraven byl zákonem gruzínského parlamentu ze dne 24. června 2004.

## Pravidla udílení
Je udílen prezidentem Gruzie. Udílí se v jediné třídě občanům Gruzie i cizím státním příslušníkům za mimořádný a vyznamenání hodný čin hrdinství ve službě Gruzii. Může být udělen i posmrtně. Řádový odznak se nosí zavěšen na stuze uvázané kolem krku. S udělením vyznamenání je spoje i grant 10 000 gruzínských lari, který je však udílen pouze gruzínským občanům.

## Insignie
Řádový odznak má tvar zlatě lemovaného červeně smaltovaného kříže s rameny zakončenými do oblouku. Mezi rameny jsou menší kříže svým vzhledem odpovídající ústřednímu kříži. Motiv nese určitou podobnost s gruzínskou vlajkou. Odznak je ke stuze připojen pomocí přechodového prvku v podobě zlaté koruny.
Stuha je červená s bílými okraji.